# Дом Теплова
Дом Тепло́ва (также дом А. Ф. Ермола́евой) — историческое здание в Пушкине. Построен в 1849 году. Выявленный объект культурного наследия. Расположен на Магазейной улице, дом 50/37, на углу с Оранжерейной улицей.

## История
Дом был возведён на участке № 347 для бывшего придворного истопника Теплова в 1849 году по проекту архитектора И. А. Монигетти. Позднее дом перешёл к жене купца О. Л. Гласфельд, затем — жене купца А. Ф. Ермоловой. По её заказу в 1877—1878 гг. архитектор Н. С. Никитин расширил дом, сделав пристройку для лестницы под единый карниз с постройкой Монигетти. Дом продолжает использоваться под жильё. В подвале дома долгое время размещалось предприятие общепита (кафе носило название «У Руслана» благодаря расположению дома у кинотеатра «Руслан»). С конца 2010-х годов подвальное помещение занимает магазин посуды и хозяйственных товаров.

## Архитектура
Дом в два этажа, на подвале, имеет вальмовую крышу. Он невелик, с фасадами в три оси по Оранжерейной улицей и в шесть — по Магазейной. Декор здания включает рустованные лопатки, полочки на кронштейнах под окнами первого этажа, филёнки.